# Hardancourt
Hardancourt ist eine französische Gemeinde mit 35 Einwohnern (Stand 1. Januar 2022) im Département Vosges in der Region Grand Est. Sie gehört zum Arrondissement Épinal und zum Gemeindeverband Région de Rambervillers.

## Geografie
Die Gemeinde Hardancourt liegt etwa acht Kilometer nordwestlich von Rambervillers in flachwelligem Gelände zwischen den Flusstälern von Mosel und Mortagne. 55 des 332 ha umfassenden Gemeindeareales sind kommunaler Wald (Le Grand Bois). Im Gemeindegebiet von Hardancourt fließen mehrere Bäche (Ruisseau de Sécru, Ruisseau du Habu, Ruisseau de la Nauve, Ruisseau de devant Prays) fächerförmig nach Nordosten zur Mortagne. Das Gelände ist nur schwach reliefiert; lediglich im Nordwesten zeigen sich Anhöhen von mehr als 300 m über dem Meer. Mit 332 m wird hier im Haut de Rehemont der höchste Punkt in der Gemeinde erreicht.
Nachbargemeinden von Hardancourt sind Saint-Maurice-sur-Mortagne im Nordosten, Romont im Süden, Moyemont im Südwesten, Fauconcourt im Westen sowie Clézentaine im Nordwesten.

## Geschichte
In der Zeit des Ancien Régime war Hardancourt von den Lothringer Herzögen und deren Vasallen des Herrenhauses von Châtel-sur-Moselle abhängig. Das Dorf gehörte zur Vogtei von Lunéville; kirchlich zur Pfarrei der heutigen Nachbargemeinde Saint-Maurice-sur-Mortagne. Von 1793 bis 1801 war Hardancourt Teil des kurzlebigen Kantons Fauconcourt.

### Bevölkerungsentwicklung
| Jahr      | 1962 | 1968 | 1975 | 1982 | 1990 | 1999 | 2011 | 2021 |
| Einwohner | 45   | 55   | 49   | 26   | 27   | 36   | 41   | 37   |

Im Jahr 1876 wurde mit 108 Bewohnern die bisher höchste Einwohnerzahl ermittelt. Die Zahlen basieren auf den Daten von cassini.ehess und INSEE.

## Sehenswürdigkeiten
- Kapelle Saint-Barthelémy im Ortszentrum

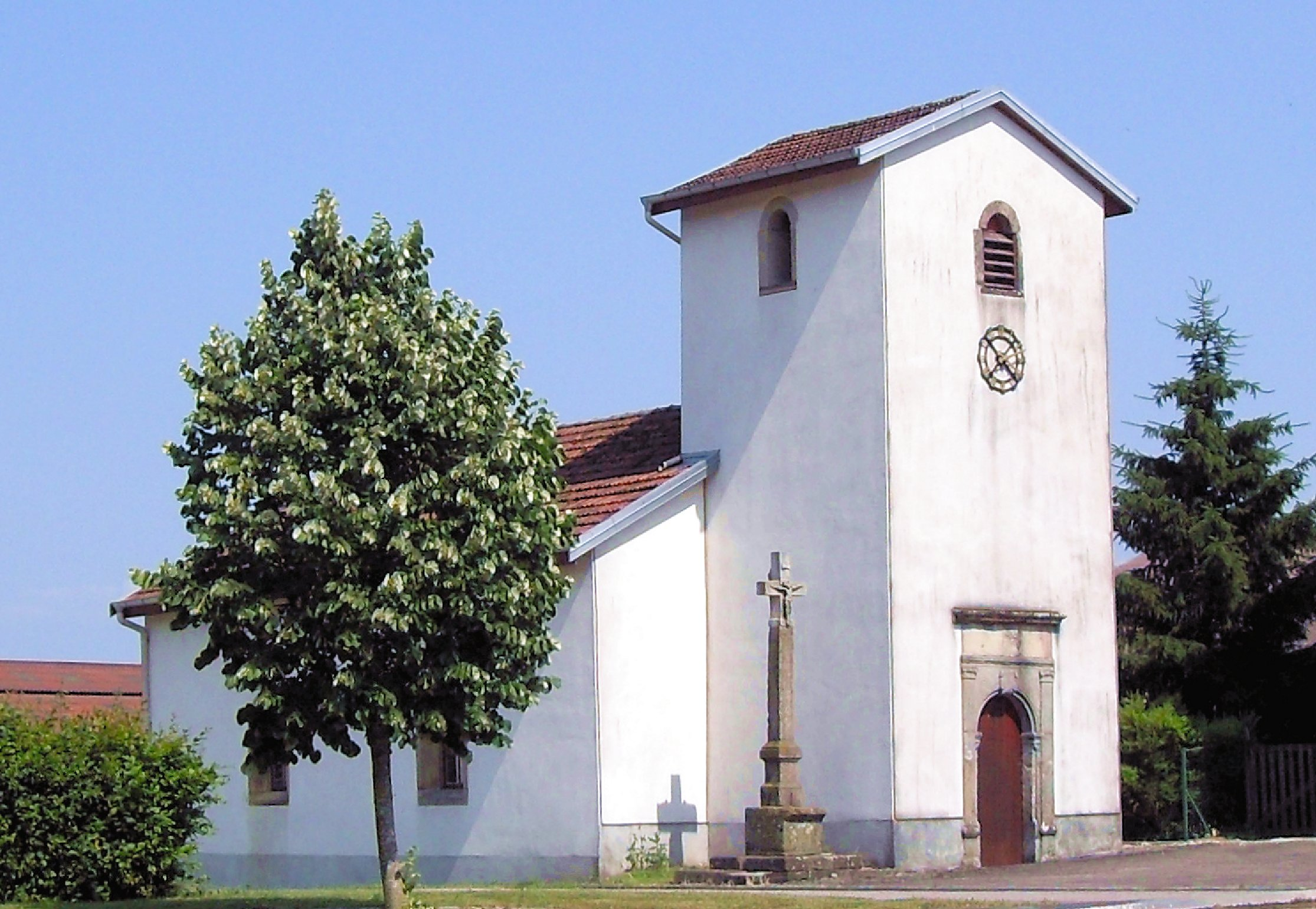
Kapelle Saint-Barthélemy

- Lavoir

## Wirtschaft und Infrastruktur
Hardancourt hat bis heute den Charakter eines kleinen Bauerndorfes bewahrt. Die Siedlung besteht aus wenigen Wohnhäusern und drei Landwirtschaftsbetrieben (Milchviehhaltung), gruppiert um den recht offenen Dorfmittelpunkt mit Mairie und Kapelle.
Die Ortschaft liegt abseits der überregional bedeutenden Verkehrswege. Hardancourt wird von drei schmalen Straßen erschlossen, die das Dorf mit Moyemont, Fauconcourt und Saint-Maurice-sur-Mortagne verbinden. Der nächste Anschluss an die autobahnähnlich ausgebaute N57 befindet sich in einer Entfernung von ungefähr 21 Kilometern.

## Belege
1. ↑  Hardancourt auf der Präsentation des Gemeindeverbandes (Memento des Originals vom 6. Oktober 2014 im Internet Archive)  Info: Der Archivlink wurde automatisch eingesetzt und noch nicht geprüft. Bitte prüfe Original- und Archivlink gemäß Anleitung und entferne dann diesen Hinweis. (französisch)
2. ↑  Hardancourt auf vosges-archives.com (Memento des Originals vom 6. Oktober 2014 im Internet Archive)  Info: Der Archivlink wurde automatisch eingesetzt und noch nicht geprüft. Bitte prüfe Original- und Archivlink gemäß Anleitung und entferne dann diesen Hinweis. (PDF-Datei, französisch)
3. ↑  Hardancourt auf cassini.ehess
4. ↑  Hardancourt auf INSEE
5. ↑  Landwirtschaftsbetriebe auf annuaire-mairie.fr (französisch)